# Dżawad Allahwerdi
Dżawad Allahwerdi (pers. ‏جواد الله‌وردی‎, ur. 16 czerwca 1954 w Teheranie) – irański piłkarz występujący podczas kariery na pozycji obrońcy.

## Kariera klubowa
Dżawad Allahwerdi karierę piłkarską rozpoczął w drużynie Taj Teheran w 1970. Z Taj zdobył Mistrzostwo Teheranu w 1970. W latach 1974–1981 był zawodnikiem Persepolis FC. Z Persepolis dwukrotnie zdobył mistrzostwo Iranu w 1974 i 1976.

## Kariera reprezentacyjna
W reprezentacji Iranu Allahwerdi występował w latach 70. W 1972 uczestniczył w Igrzyskach Olimpijskich w Monachium. Na turnieju w RFN był rezerwowym i nie wystąpił w żadnym meczu. W 1978 roku został powołany do kadry na Mistrzostwa Świata. Iran zakończył turniej na fazie grupowej a Allahwerdi wystąpił w meczu z Peru.